# ایرانیان مالزی
ایرانیان مالزی شامل افراد نسبتاً یا کاملاً ایرانی تبار متولد شده یا مهاجرت کرده به مالزی می‌باشند. بیشتر ایرانیان مالزی را دانشجویان و صاحبان کسب و کار تشکیل می‌دهند.

## تاریخ مهاجرت
طبق تخمین سال ۲۰۱۱ میلادی، ۶۰٬۰۰۰ ایرانی در مالزی تحصیل یا کار می‌کنند. سهم آنان ۲٬۰۰۰ کار و ۱۵۰۰۰ صندلی دانشگاه بوده است. دلیل مهاجرت بسیاری از ایرانیان مشکلات داخلی کشور و نارضایتی از دولت ایران بوده است. ایرانیان بزرگترین شرکت کنندگان در برنامهٔ مالزی خانه دوم من هستند.

## همچنین نگاه کنید
- روابط ایران و مالزی